# Nantwich
 (juillet 2018).
Si vous disposez d'ouvrages ou d'articles de référence ou si vous connaissez des sites web de qualité traitant du thème abordé ici, merci de compléter l'article en donnant les références utiles à sa vérifiabilité et en les liant à la section « Notes et références ».
Nantwich est une localité du Cheshire en Angleterre, qui comptait 12 515 habitants lors du recensement de 2001.
L’International Cheese Awards se déroule, depuis 1897, à Acton dans Nantwich.

## Historique
Le HMS Blankney (L30) est parrainé par la communauté civile de Nantwich pendant la campagne nationale du Warship Week (semaine des navires de guerre) en mars 1942. Il est un destroyer d'escorte de classe Hunt de type II, construit pour la Royal Navy.  La ville a encore deux routes nommées d'après le destroyer, Blankney Avenue et The Blankney. Il y a une plaque suspendue dans Civic Hall, commémorant le soutien de la ville à l'équipage.

## Personnalités liées à la ville
- David Beatty 1er comte Beatty, vicomte Borodale et baron Beatty de la Mer du Nord et Brooksby (1871-1936), officier de marine britannique, amiral de la Royal Navy, y est né ;
- William Bowman (1816-1892), chirurgien, histologiste et anatomiste, y est né ;
- Harry Stafford (1869-1940), footballeur, y est né ;
- Wilfred White (1904-1995), cavalier britannique de saut d'obstacles, y est mort.